# Mixology
Mixology – Magazin für Barkultur ist eine Special-Interest-Zeitschrift für Barkeeper, Barbetreiber, die Spirituosenindustrie sowie Connaisseurs und Barbesucher im deutschsprachigen Raum und wurde bis Dezember 2019 von der Mixology Verlags GmbH herausgegeben. Die Marken Mixology, Made in GSA und Mixology Bar Awards, sowie die dazugehörigen Internetportale von Mixology und Bier, Bars & Brauer sind Anfang 2020 an den Meininger Verlag verkauft und übergeben worden.
Die Gründer von Mixology Jens Hasenbein und Helmut Adam veröffentlichen Bücher zu Barthemen, sind Gründer und „Medienpartner“ der Messe Bar Convent Berlin (BCB) und halten die Markenrechte an den aus dem Englischen entlehntem Begriff „Cocktailian“ und führen unter gleichem Namen eine Cocktailbuch-Reihe, die bereits in 5. Auflage erscheint.

## Mixology – Magazin für Barkultur
Schwerpunkte der Zeitschrift sind Trends im Cocktail- und Spirituosenbereich, Advertorials, Berichte über Clubs und Cocktailbars, Bardesign, Musik und Literatur. Für Mixology schreiben überwiegend Gastautoren. Titel- und Rückseite waren in den ersten Jahren komplett frei von Bildern, Texten oder Anzeigen. Seit 2010 werden die Titelblätter künstlerisch gestaltet, während sich lange Zeit auf dem Rückencover nur Zitate befanden.
Gegründet wurde das Magazin 2002 von den Barkeepern Jens Hasenbein und Helmut Adam. Im März 2003 erschien die erste Ausgabe als 40-seitiges Heft (Klein-Oktav, 170 × 230 mm) in einer Druckauflage von 6.000 Exemplaren. Zu Beginn richtete sich Mixology vor allem an Barkeeper (wobei die Autoren den im angelsächsischen Raum üblichen Begriff Bartender bevorzugen) und propagierte zum Teil in bewusstem Gegensatz zur Zeitschrift Drinks der Deutschen Barkeeper-Union eine qualitätsbewusste und progressive „Barkultur“. Inzwischen werden aber auch weitere Zielgruppen angesprochen. Bis 2006 erschien Mixology vierteljährlich, seit 2007 gibt es sechs Ausgaben im Jahr, die zunächst nur für Abonnenten im Postversand erhältlich waren. Im Herbst 2010 startete der Vertrieb über den Zeitschriftenhandel durch den Verlag Der Tagesspiegel. Zeitgleich wurde das Magazin neu gestaltet, wuchs im Format und im Umfang (Lexikon-Oktav, 235 × 298 mm, über 120 Seiten) und bietet verstärkt Inhalte jenseits der reinen Barthematik sowie mehr Werbung. 2011 wurde die Print-Version um eine ausschließlich werbefinanzierte Online-Ausgabe erweitert, die jedoch nach einigen Ausgaben wieder eingestellt wurde. Im vierten Quartal 2018 lag die Druckauflage laut der Informationsgemeinschaft zur Feststellung der Verbreitung von Werbeträgern bei 9.150 Stück. Die per Abonnement und im Zeitschriftenhandel tatsächlich verkaufte Auflage betrug 3.143 Stück, die gesamte Verbreitung wird mit 7.721 Exemplaren angegeben.
Die Redaktion arbeitet seit der Gründung in Berlin und firmierte bis 2010 als Adam/Hasenbein GbR. Seit 2007 liegt die Chefredaktion des Magazins nicht mehr bei den Gründern, sie leiten aber nach wie vor das Unternehmen als Herausgeber und Geschäftsführer. 2010 wurden die Verlagsaktivitäten in die zu diesem Zweck gegründete Mixology Verlags GmbH mit Sitz in Plattenburg überführt.
2018 bezog die Redaktion die Räume der denkmalgeschützten ehemaligen Karl-Marx-Buchhandlung an der Berliner Karl-Marx-Allee, auch der Verlagssitz wechselte nach Berlin. Mit dem Verkauf der Marken an den Meininger Verlag, verlegte die Mixology Verlags GmbH (nach Umbenennung Cocktailian GmbH) den Verlagssitz.

## Weitere Verlagsaktivitäten
Eng mit dem Magazin verbunden ist die vom Verlag betriebene Internet-Plattform mixology.eu. Die Themen der Zeitschrift werden dort durch Artikel, Nachrichten aus Gastronomie und Spirituosenindustrie und Advertorials ergänzt.
Des Weiteren veranstaltet Mixology Tastings (Verkostungen) von Spirituosen, seit 2014 unter dem Titel Mixology Taste Forum (MTF) und richtet seit 2013 unter dem Titel Made in GSA einen jährlichen Mixwettbewerb unter Barkeepern aus, in dem Produkte von Sponsoren aus den deutschsprachigen Ländern (Germany, Switzerland, Austria) verwendet werden.
Mixology hat für den Verlag Gräfe und Unzer mehrere Cocktail-Bücher für Endverbraucher gestaltet. 2010 veröffentlichte Mixology im Tre Torri Verlag das Fachbuch Cocktailian – Das Handbuch der Bar, 2011 folgte ein zweiter Band speziell über Rum und Cachaça, 2014 ein dritter zum Thema Bier und Craft Beer. 2016 folgte mit Cockails. Barkultur – Geschichte – Rezepte ein weiterer umfangreicher Band bei Hallwag, einem Imprint von Gräfe & Unzer.
Von 2011 bis 2018 gab Mixology mit dem Mixology Bar Guide jährlich ein Verzeichnis der deutschsprachigen Barlandschaft heraus.
2017 versuchte der Verlag, mit dem Titel Bier, Bars & Brauer eine weitere Zeitschrift rund um das Thema Bier zu etablieren. Das Print-Magazin wurde aber schon nach wenigen Ausgaben im Jahr 2018 wieder eingestellt und wird seitdem als Onlineportal auf der gleichnamigen Website weitergeführt.
Anfang 2019 kündigte Mixology an, die „Schwesterfirma“ Barworkz GmbH aufzulösen. Bis dahin hatte das Unternehmen Barworkz GmbH unter der Marke Cocktailian einen Onlineshop für Spirituosen, Barwerkzeuge, Bücher und weitere Artikel rund um die Bar betrieben (seit 2010), 2018 zusätzlich mit einem Ladengeschäft in den Räumen der ehemaligen Karl-Marx-Buchhandlung, dem Redaktionssitz von Mixology.
Die Marke Cocktailian wird weiterhin als Buchreihe geführt. Im Oktober 2019 erschien zudem erstmals das Bookazine Cocktailian Edition Nº1.

## Bar Convent Berlin
2007 gründete Mixology, damals noch als GbR der Gründer firmierend, den Bar Convent Berlin (BCB) als Mischung aus Fachmesse und Symposium für die Barbranche. Die zweitägige Veranstaltung wurde erstmals im Oktober 2007 in der Arena Berlin ausgerichtet und findet seitdem jährlich im Herbst statt. Neben Ausstellern vor allem aus der Spirituosenindustrie gibt es Vorträge und ein Rahmenprogramm in deutscher und englischer Sprache. Wie die Zeitschrift zielte der BCB vor allem auf Fachpublikum. 2008 waren noch fast die Hälfte der Besucher Barkeeper, 2009 machten sie nur noch 29 % der Besucher aus. Darüber hinaus nahmen Gastronomen, Getränkehändler, Vertreter der Spirituosenindustrie und Connaisseure an der Veranstaltung teil. Seit 2017 wird der Zutritt streng auf Gewerbetreibende und Angestellte aus der Getränkewirtschaft beschränkt und es ist ein schriftlicher Fachbesuchernachweis erforderlich; Privatpersonen sind ausdrücklich unerwünscht.
Seit 2007 wuchs die Messe stetig: Waren es im Gründungsjahr noch 1.000 Besucher aus 15 Ländern, kamen im Folgejahr 2.000 Personen, davon ein Fünftel aus dem Ausland. 2009 wechselte der Veranstaltungsort zum Postbahnhof am Ostbahnhof. Ab 2010 wurde der BCB als von der Zeitschrift formal unabhängiges Unternehmen geführt und firmierte fortan als Bar Convent GmbH. Im gleichen Jahr kamen 3.900 Besucher. Seit 2012 findet die Messe in der Station-Berlin statt. 2013 wurde der Bar Convent Berlin mit Brew Berlin um einen Ausstellungsbereich für Bierhersteller und -Distributoren erweitert. 2014 verzeichneten die Veranstalter knapp 10.000 Besucher.
2015 wurde die Bar Convent GmbH an den international operierenden Messeveranstalter Reed Exhibitions verkauft und gehört somit heute zum britischen Medienkonzern RELX Group. Im gleichen Jahr wurde erstmals die Schwelle von 10.000 Besuchern überschritten. Auch nach dem Verkauf blieb die Zeitschrift Mixology „Offizielles Partnermedium“ der Messe. 2017 gab es erstmals einen eigenen Ausstellungsbereich zum Thema Kaffee. Im Folgejahr trafen auf der Messe nach Angaben des Veranstalters 14.416 Besucher aus allen fünf Kontinenten auf 433 Aussteller, die 1.200 Marken präsentierten.

## Mixology Bar Awards
Anlässlich der Messe Bar Convent Berlin werden seit 2007 jedes Jahr die Mixology Bar Awards verliehen. Die nicht dotierten Preise werden von einer von Mixology eingesetzten Jury in zahlreichen, zum Teil wechselnden Kategorien vergeben. Dabei werden sowohl Einzelpersonen ausgezeichnet, wie 2009 der Gastronom Charles Schumann für sein Lebenswerk oder Stephan Hinz 2010 als „Mixologe des Jahres“, als auch Teams, wie die Mitarbeiter der Hamburger Bar Le Lion (2009 „Barteam des Jahres“). Durchgehend wurden auch Produkte prämiert, zum Beispiel in der Kategorie „Spirituose des Jahres“ 2007 der Kräuterlikör Chartreuse, 2008 der Cocktail-Bitter The Bitter Truth Celery Bitters, 2009 der Swedish Punch (Schwedenpunsch, ein Likör auf Arrakbasis) der 2011 eingestellten Manufaktur Forgotten Flavours, 2010 Sipsmith Gin, 2011 Smith & Cross Rum, 2012 der Orangenlikör Pierre Ferrand Dry Curaçao Triple Sec, 2013 der Gin Tanqueray Malacca und 2014 der Rye Whiskey Bulleit.
2008 wurden einmalig Preise für zweifelhafte Leistungen verliehen: eine Gefüllte Olive ging an die damalige Drogenbeauftragte der Bundesregierung, Sabine Bätzing für aus Sicht der Jury „unbegründeten und nicht fundierten Aktionismus um die Einführung eines Werbeverbotes für Alkohol und im Zusammenhang mit dem Rauchverbot in der Gastronomie“, eine weitere Gefüllte Olive erhielt Mixology selbst dafür, den Dry Martini Cocktail auf dem Titel einer Buchpublikation ausgerechnet mit einer mit Paprikapaste gefüllten Olive (anstatt einer ganzen) abzubilden, was unter Barkeepern als Fauxpas gilt.